# Michael Klatt
Michael Klatt (* 21. Oktober 1968) ist ein deutscher Betriebswirt und Fußballfunktionär. Er war zuletzt Geschäftsführer der MSV Duisburg GmbH & Co. KGaA.

## Leben
Nach dem Abitur studierte Klatt in Mannheim und Mailand Betriebswirtschaftslehre. Im Anschluss an das Studium arbeitete er als Unternehmensberater für die Unternehmen KPMG und A.T. Kearney. Hierbei waren seine Schwerpunkte Finance, Controlling und Prozessoptimierung.
Nach der Tätigkeit als Unternehmensberater nahm Klatt mehrere kaufmännische Tätigkeiten bei größeren Unternehmen wahr. Zuletzt war er als Geschäftsführer für Finanzen, Recht und IT bei der SIG Germany GmbH tätig.
Aktuell ist Klatt Geschäftsführer der SHW Werkzeugmaschinen Holding in Aalen.

## Karriere als Fußballfunktionär
Klatt übernahm zum 1. April 2016 das Amt des Vorstands für Finanzen und Operatives beim 1. FC Kaiserslautern unter dem damaligen Vorstandsvorsitzenden Thomas Gries.
Als Gries den Verein zu Jahresbeginn 2018 verließ, übernahm Klatt zunächst kommissarisch das Amt des Vorstandsvorsitzenden. Nach der Verpflichtung von Martin Bader als neuer Sport-Vorstand wurde Klatt am 1. Februar 2018 vom Aufsichtsrat der Roten Teufel zum neuen Vorstandsvorsitzenden gewählt.
Mit der am 28. September 2018 erfolgten Ausgliederung des Lizenzspielerbereichs in eine Kapitalgesellschaft wurde Klatt kaufmännischer Geschäftsführer der geschäftsführenden Komplementärin der neuen 1. FC Kaiserslautern GmbH & Co. KGaA, der 1. FC Kaiserslautern Management GmbH.
Nachdem er am 3. Dezember 2019 bereits als Geschäftsführer durch Soeren Oliver Voigt abgelöst wurde, übernahm er nach Ende seines Vertrages am 1. Januar 2020 die Geschäftsführung der MSV Duisburg GmbH & Co. KGaA. Bereits nach nur neun Monaten verließ Klatt den MSV Duisburg im September 2020 wieder.

## Privates
Klatt ist verheiratet und lebt in Frankfurt am Main.